# Букейє (комуна)
Букейє — одна з комун провінції Мурамвія, на півночі Бурунді. Центр — однойменне містечко Букейє.